# Stadionbad (Bremen)

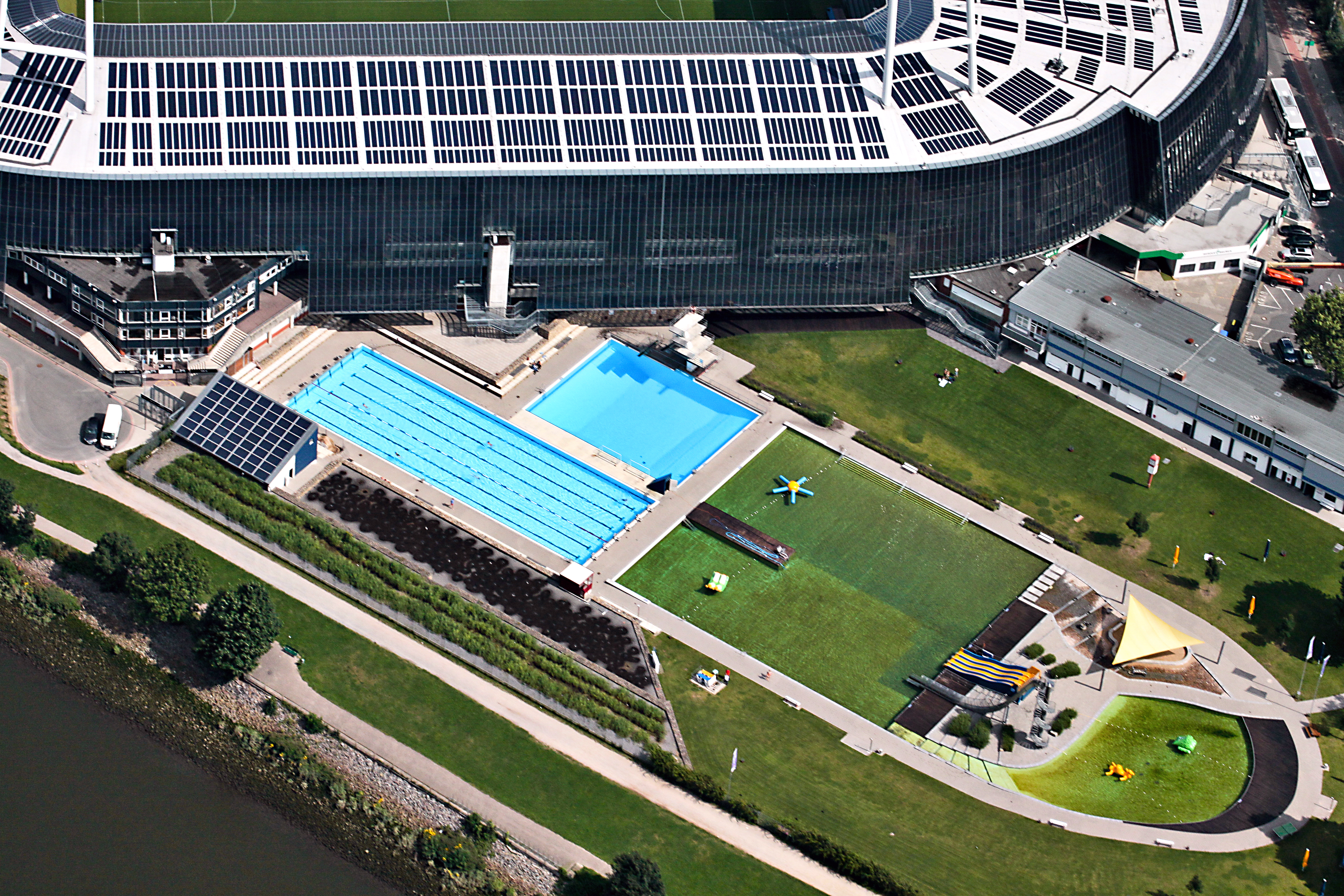
Stadionbad am Weserstadion (2012)

Das Stadionbad ist ein öffentliches Freibad in der Stadtgemeinde Bremen. Ursprünglich 1925 als vereinseigene Badeanstalt eröffnet und seither mehrmals umgebaut und erweitert, gehört es seit den 1940er Jahren zu den städtischen Bremer Bädern, die inzwischen von der Bremer Bäder GmbH geführt werden.

## Lage
Das Stadionbad liegt direkt am rechten Ufer der Weser in der Pauliner Marsch, einem Überschwemmungsgebiet vor dem Osterdeich im Stadtteil Östliche Vorstadt, Ortsteil Peterswerder. Das Bad befindet sich dort in der Franz-Böhmert-Straße 13, unmittelbar neben dem namengebenden Weserstadion.

## Geschichte

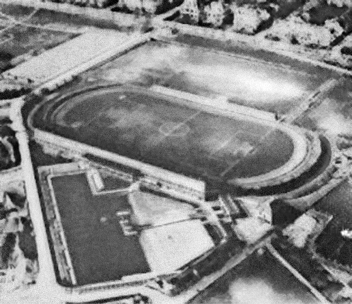
Unten links das Stadionbad, in Bildmitte die ABTS-Kampfbahn (Aufnahme von 1928)

Zunächst als Badeanstalt am Peterswerder bezeichnet, wurde das Stadionbad im Jahr 1925 als Bestandteil einer neuen Sportplatzanlage vom Allgemeinen Bremer Turn- und Sportverein (ABTS) nach Plänen des Bremer Architekten Walter Fricke erbaut – zusammen mit der direkt benachbarten und 1926 fertiggestellten ABTS-Kampfbahn, einem Stadion mit großer Beton-Tribüne und Vorläufer des späteren Weserstadions. Es gab zunächst ein großes Schwimmbecken mit 100-Meter-Bahnen und einer seitlich angrenzenden Sprungbucht einschließlich 10-Meter-Turm-Anlage. Später entstanden, durch eine Zwischenmauer getrennt, zwei 50-Meter-Becken, aus denen sich letztlich die heutigen, vier verschiedenen Beckenbereiche entwickelten.
Die Eröffnung des Stadionbads erfolgte am 8. August 1925 mit der Austragung der Deutschen Schwimm-Meisterschaften. 1929 wurde das Bad vom Verein Weser-Stadion übernommen; ab 1942 wurde es von der neu gegründeten Gesellschaft für öffentliche Bäder betrieben. Nach Ende des Zweiten Weltkriegs 1945 wurde es von den alliierten Siegermächten beschlagnahmt und bis 1948 ausschließlich durch britische und amerikanische Besatzungskräfte genutzt, bevor es an die Stadt zurückging.
Bis 1954 gab es in unmittelbarer Nachbarschaft des Stadionbads an einer kleinen Weserbucht die Flußbadeanstalt Wagenbrett, die seit 1882 bestand und von Oberbaudirektor Ludwig Franzius angelegt worden war. Als diese zum Ende der Badesaison 1954 ihren Betrieb wegen der damals zunehmenden Weserverschmutzung einstellte, erwarb die Gesellschaft für öffentliche Bäder das Grundstück, um damit die Liegefläche des Stadionbads zu vergrößern. Dazu wurde die Bucht zugeschüttet und die bisher zwischen beiden Bädern verlaufende Straße auf die neu gewonnene Fläche zur Weser hin verlegt. Eine Wiederherstellung des Badestrandes wurde 2008 vom damaligen bremischen Umweltsenator Reinhard Loske und dem Ortsamtsleiter Robert Bücking befürwortet.
Ab 1950 wurde das Stadionbad mehrmals erweitert, modernisiert und renoviert. So bekam es ein großes Nichtschwimmerbecken, einen neuen Sprungturm, danach eine neue Liegewiese und 1968 als erstes Bad in Bremen eine Wasserheizungsanlage. Anfang 1994 wurden Überlegungen der Gesellschaft für öffentliche Bäder bekannt, das Bad zu schließen: „Risse in den Becken und der von der Umweltbehörde geforderte Kanalanschluß ließen Sanierungskosten in zweistelliger Millionenhöhe erwarten.“ Indes wurden die Schließungspläne nach öffentlichen Protesten und wegen des Widerstands des Beirats aufgegeben und für die Sanierung fand sich eine deutlich preiswertere Lösung. Zum 70-jährigen Jubiläum im Jahr 1995 präsentierte sich das Bad „mit abgedichteten Bassins, moderner Technik und einem umweltfreundlichen Anschluß an das öffentliche Kanalnetz“.
Der Betreiber, die Gesellschaft für öffentliche Bäder mbH, wurde 1998 umstrukturiert und firmiert seither als Bremer Bäder GmbH.
Von 2005 bis 2006 wurde das Bad umgebaut, erweitert und grundrenoviert.
Zum besseren Schutz vor Überschwemmungen bei Hochwasser in der Weser, die seit Bestehen des Weserstadions und des Stadionbads mehrmals eingetreten waren und teils umfangreiche Schäden angerichtet hatten, erhielten die beiden Sportstätten gemeinsam von 2016 bis 2017 einen neuen technischen – und als „Grüne Promenade“ gestalteten – Hochwasserschutz; siehe Abschnitt Überschwemmungen und Hochwasserschutz.

## Das Stadionbad heute

### Ausstattung

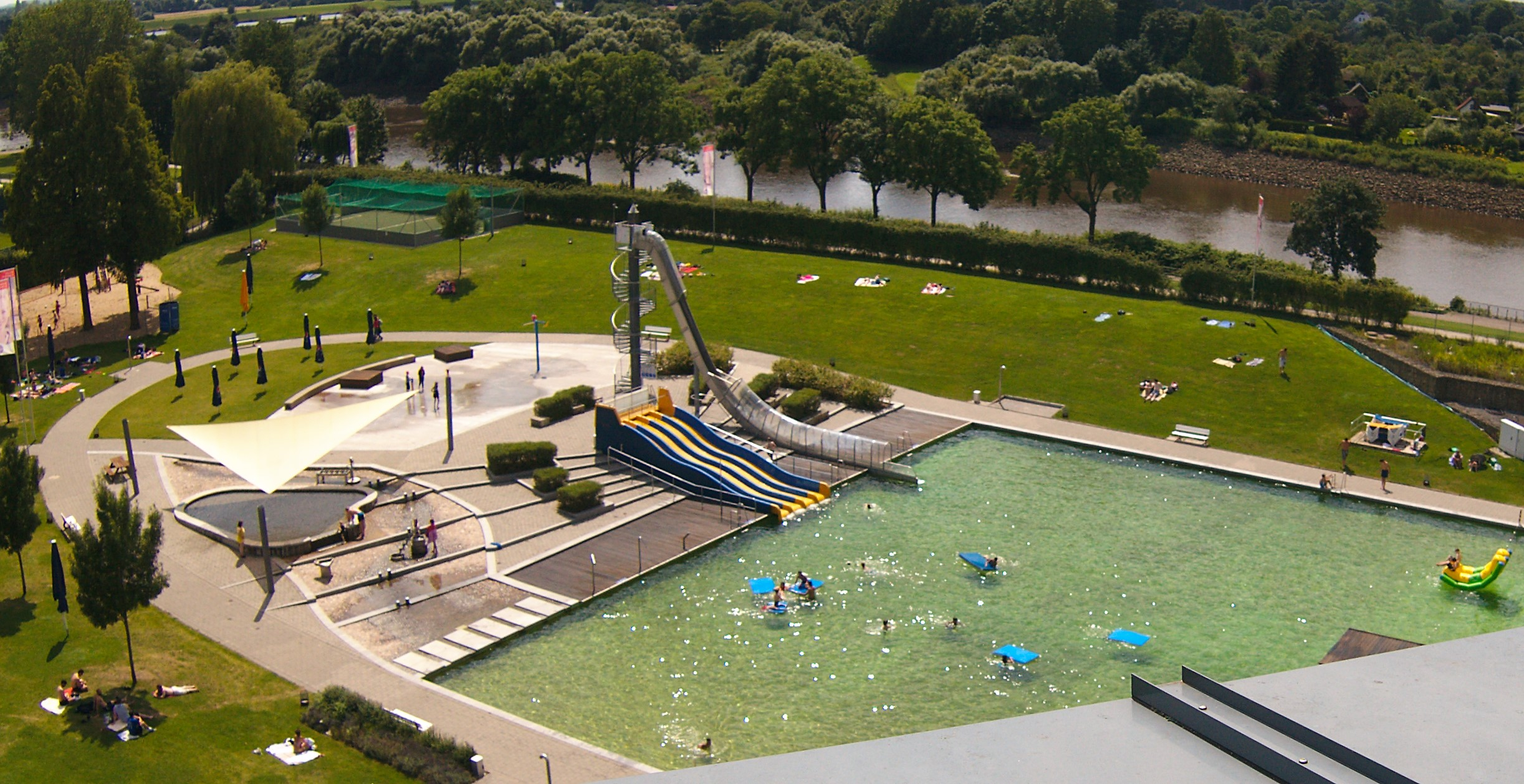
Teil des Naturbadebereichs mit Nichtschwimmer- und Kleinkindbecken, Rutschen und Spielflächen (Blick vom Dach des Weserstadions, 2014)

Das beheizte Freibad verfügt gegenwärtig (2018) über folgende Ausstattung:
Ein großes Schwimmerbecken mit sechs 50-Meter-Bahnen und ein separates Schwimmerbecken für den Sprungbereich mit 10-Meter-Turm-Anlage (Sprungturm mit 10, 7,5 und 5 Metern Höhe sowie einem Ein-Meter-Brett). Außerdem gibt es ein als Naturbadebereich ausgebildetes Nichtschwimmerbecken mit einem Wassersteg, Spielgeräten im Wasser sowie einer Breitwasserrutsche mit mehreren Bahnen (zirka zwölf Meter lang und vier Meter breit) und einer 23 Meter langen „Turbo-Rutsche“ mit freiem Fall; eine vollautomatische Wasserspielanlage mit „bespielbaren“ Wasserattraktionen (Splashpad); ein Kleinkinderbecken; regulierbare Wasserläufe und Wasserfälle.
Die Liegewiesen umrahmen U-förmig die Ost-, Süd- und Westseite des Beckenbereiches und bieten teilweise Blick auf die Weser. Zudem gibt es im südlichen Geländebereich ein Beachvolleyballfeld, einen Soccer-Court mit Kunstrasen und einen Kinderspielplatz mit Sandkiste. Darüber hinaus verfügt das Stadionbad an der südöstlichen Grundstücksecke entlang der Franz-Böhmert-Straße über ein winkelförmiges Eingangsgebäude mit Zugangs- und Kassenbereich, Sammelumkleideräumen, abschließbaren Spinden und Schließfächern, WC-Räumen, Nebenräumen und einem Gastronomiebereich sowie mit einer Dienstwohnung für den Schwimmbadleiter.

### Besucherzahlen
Das Stadionbad wurde nach seiner Eröffnung „bald Bremens populärstes Sommerbad“; so wurden im Jahr 1931 bereits 100.000 Besucher gezählt. Während die tägliche Besucherzahl in den 1970er und 1980er Jahren an manchen Tagen noch bei 5.000 und mehr lag, kommen gegenwärtig (2015) teils 3.000 Badegäste und mehr an einem Tag. Im Jahr 2015 hatte das Stadionbad 54.000 Besucher, im Jahr 2017 mit einem verhältnismäßig kühlen Sommer wurden insgesamt rund 39.000 Besucher gezählt und im sehr heißen und trockenen „Jahrhundertsommer“ 2018 stieg die Besucherzahl auf rund 88.000.
Es ist jährlich während der Freibadsaison geöffnet und gilt als Bremens meistbesuchtes Freibad. Zudem gilt das Stadionbad, das im Sommer nicht nur Besucher aus den umliegenden Wohngebieten in der Östlichen Vorstadt einschließlich dem Bremer „Viertel“ anzieht, mittlerweile in Bremen als Kult.

### Veranstaltungen
Während der Freibadsaison finden im Stadionbad zahlreiche Events und Veranstaltungen statt. So war das Bad zum Beispiel Mitte der 1990er Jahre regelmäßig Schauplatz der Singleparty Heartbreaker’s Ball Open Air, die einmal jährlich bis zu 5.000 Besucher anlockte.

## Angrenzende andere Sport- und Freizeiteinrichtungen

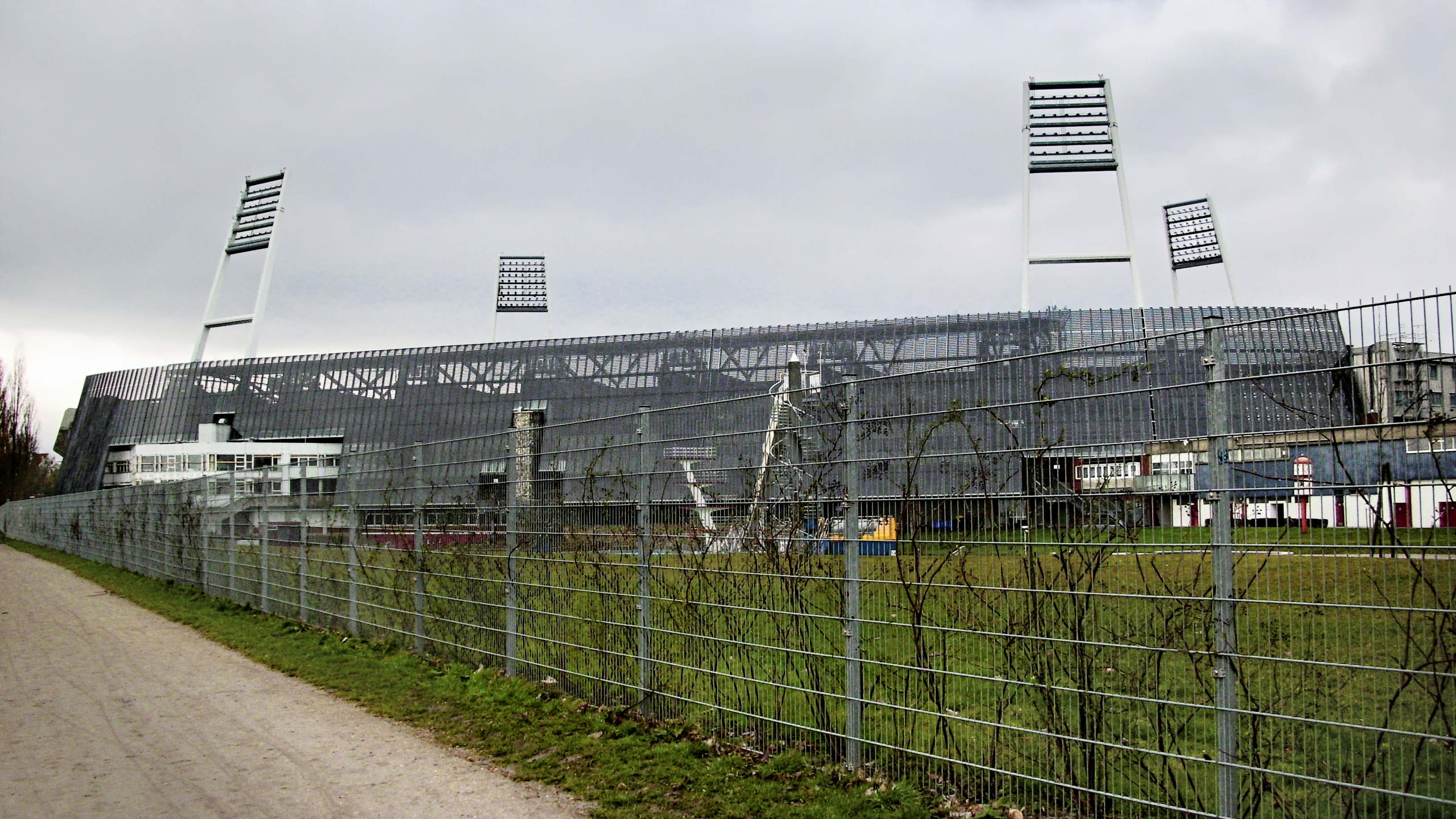
Die 2009 erstellte Fassade der Südgeraden des Weserstadions beinhaltet Photovoltaik-Zellen, im Vordergrund das Stadionbad mit Sprungturm

Weserstadion: (Lage) Die Nordseite des Stadionbads wird seit ihrer gemeinsamen Entstehung 1925/26 von der direkt anschließenden, hohen Tribüne der Südgeraden des seit 1930 so benannten Weser-Stadions begrenzt. Das ursprüngliche Fußball- und Leichtathletikstadion wurde vielfach umgebaut, erweitert und zum heutigen Bremer Weserstadion ausgebaut, wobei die Tribünen mehrmals erhöht wurden. Mittlerweile ist es ein reines Fußballstadion, in dem der deutsche Fußball-Bundesligist SV Werder Bremen seine Spiele austrägt. Es hat eine Kapazität von etwas mehr als 42.000 Plätzen. Träger des Stadions ist die Bremer Weser-Stadion GmbH, die sich jeweils zur Hälfte im Besitz des SV Werder Bremen und der Stadt Bremen befindet. Im Zuge eines größeren Umbaus und Renovierung von 2008 bis 2011 erhielt die Südgerade eine neue Fassade, die Photovoltaik-Elemente beinhaltet. Die 2009 fertiggestellte Fassade sorgte für Beschwerden, da sie zu stark spiegele und dadurch die Rasenflächen im Stadionbad verbrannt würden. Der Blendeffekt könnte zudem störend auf die Badegäste wirken.
Trainingsplatz 10 des SV Werder Bremen: Gegenüber der Südseite des Stadionbadgeländes und des Eingangsgebäudes, getrennt durch die dazwischen verlaufende Franz-Böhmert-Straße, liegt der Trainingsplatz 10 des SV Werder Bremen.

Hansewasser-Hallenbad: (Lage) Direkt an der Ostseite des Stadionbadgeländes, zwischen Weserstadion und Eingangsgebäude des Stadionbads, befindet sich ein kleines Hallenbad mit einem 25-Meter-Schwimmbecken, das sogenannte Hansewasser-Hallenbad (Eigenschreibweise hanseWasser Hallenbad). Es wird vom Landesschwimmverband Bremen betrieben und ist seit 2012 nach einem Hauptsponsor des Hallenbads, dem Bremer Abwasserentsorgungsunternehmen Hansewasser benannt. Ursprünglich vom Bremer Schwimm-Club von 1885 (BSC 85) erbaut und 1979 eingeweiht, musste das anfangs so benannte Schwimm- und Freizeitzentrum Osterdeich aus finanziellen Gründen bereits 1980 von der Stadtgemeinde Bremen übernommen werden und wurde fortan von der Gesellschaft für öffentliche Bäder geführt. Nachdem eine – im Zuge eines neuen Bäderkonzepts des bremischen Senats – geplante Privatisierung nicht zustande gekommen war, wurde das Hallenbad am Stadion im Jahr 1993 vom Landesschwimmverband übernommen. Unter finanzieller und teils fachlicher Mithilfe von Sponsoren wurden Anfang der 2010er Jahre sowohl das Gebäude als auch die Energie-, Heiz- und Wassertechnik aufwendig saniert und modernisiert. Seitdem ist das Hansewasser-Hallenbad technisch eines der modernsten Bäder in der Stadt Bremen. Es wird ausschließlich von Schulen und Vereinen für den Schul- und Schwimmsport genutzt. Der Landessportbund hat das hansewasserhallenbad im April 2024 wieder an die Bremer Bäder GmbH zurückgegeben. Hier findet weiterhin Vereins- und Schulschwimmen statt, öffentliche Badezeiten werden nicht angeboten. 
Betriebshof Mitte: Vor dem Hallenbad und der Ostseite des Eingangsgebäudes des Stadionbads liegen ein Parkplatz sowie – an der gegenüberliegenden Straßenseite der vorbeiführenden Franz-Böhmert-Straße – der Betriebshof „Mitte“ des städtischen Eigenbetriebs Umweltbetrieb Bremen (vormals Stadtgrün Bremen).

## Überschwemmungen und Hochwasserschutz

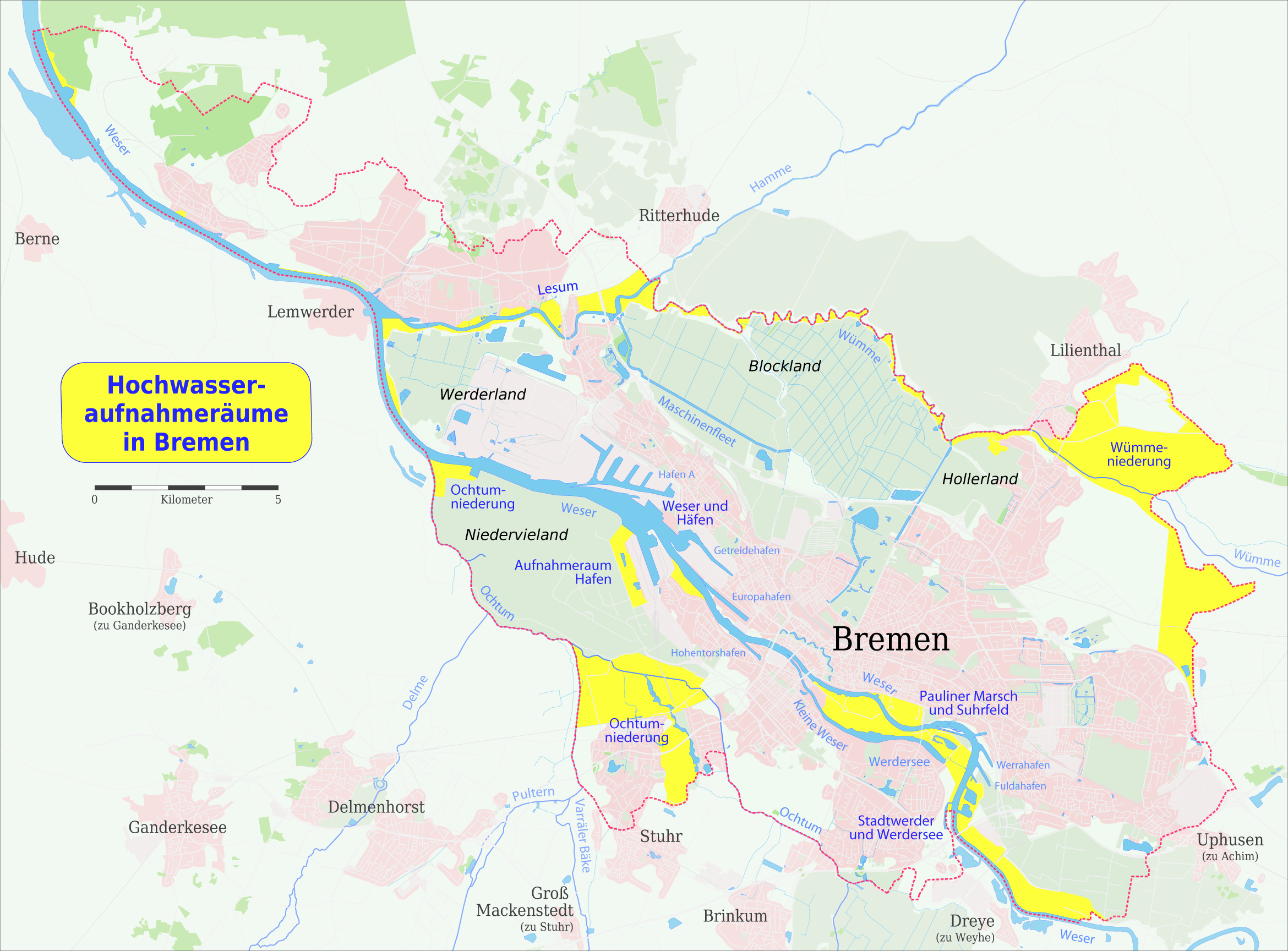
Die Überschwemmungsgebiete in Bremen (einschl. Pauliner Marsch)

Das Naherholungsgebiet Pauliner Marsch, in der das Stadionbad liegt, ist als Überschwemmungsgebiet für den Hochwasserschutz ausgewiesen und dient als sogenannte Retentionsfläche bei Hochwasser in der Weser. Durch die Lage in einem außendeichsliegenden Gebiet ist das Bad überschwemmungsgefährdet. Die dahinterliegenden Wohngebiete aus der Östlichen Vorstadt sind mit einem Deich, dem Osterdeich, in Höhe von 8,30 Metern gesichert, der der neuen Höhe des Generalplans Küstenschutz entspricht. Die Pauliner Marsch ist jedoch nur durch einen rund 2,0 Kilometer langen sogenannten Sommerdeich geschützt, der früher eine Höhe von 5,50 m N.N. hatte und im Bereich des Stadionbads teilweise knapp 6,50 m Höhe erreichte.
Bei Hochwasser in der Weser über die Höhe des Sommerdeichs sind sowohl das Stadionbad als auch das Weserstadion und andere Sport- und Freizeiteinrichtungen in der Pauliner Marsch nicht nur von Flusswasser bedroht, sondern zudem von rasch ansteigenden Grundwasser und aufsteigenden Wasser aus den Abwasser- und Regenwasserkanälen. So war das Stadionbad seit Erstellung 1925 mehrmals von Hochwasser der Weser in Bremen betroffen und wurde dabei überschwemmt sowie teils auch beschädigt, wie zum Beispiel bei der Sturmflut vom Februar 1946 oder der Sturmflut in der Nacht vom 16. auf den 17. Februar 1962. „Land unter“ gab es im Stadionbad unter anderem auch bei der Sturmflut vom Januar 1976, dem Binnenhochwasser vom März 1981 (das zum Weserdurchbruch führte und vor allem große Schäden im südlichen Bremer Ortsteil Habenhausen verursachte), dem Tidehochwasser vom Januar 1994 und der schweren Sturmflut vom November 2007.
2016 erhielten das Weserstadion und das Stadionbad einen neuen technischen Hochwasserschutz, indem der Sommerdeich an der Südtribüne des Stadions bis zu einer Höhe von 6,50 m erhöht wurde. Rund um die beiden Sportstätten wurden „große und kleine Deiche verbunden und Spundwände zum Schutz gegen Hochwasser gesetzt“. Außerdem wurden Vorrichtungen für den Einsatz von mobilen Hochwasserschutzwänden geschaffen. Im Folgejahr 2017 wurde der neue technische Hochwasserschutz durch Landschaftsbaumaßnahmen wie Baum- und Heckenpflanzungen, Anlage von Rasenflächen und Pflasterung von Wegeflächen usw. „optisch in die Landschaft [eingebettet]“ und als „Grüne Promenade Weserstadion“ gestaltet.